# Taraxacum severum
Taraxacum severum — вид квіткових рослин з родини айстрових (Asteraceae). Вид зростає в Європі: Данія, Фінляндія, Німеччина, Польща; це багаторічна рослина помірних біомів.

## Опис
Черешок не крилатий. Бічні частки 4–5, короткі трикутні, загострені. Обгортка, ушир до 3.5 мм, без краю, загнута. Квітки чітко смугасті з темно-фіолетовими нижньою стороною.